# یارا (خواننده)
کارلا نزیه البرقاشی (زاده ۱۱ خرداد ۱۳۶۲ در دیر الأحمر) که با نام یارا بانوی صدا مشهور است، خواننده عرب لبنانی است.

## زندگی‌نامه
یارا کوچکترین فزرند خانواده پنج‌نفره‌شان است. اولین‌بار مردم او را در برنامه «کاس النجوم» از تلویزیون ال‌بی‌سی لبنان دیدند. برنامه‌ای رقابتی برای پیدا کردن استعدادهای خوانندگی، صدای او چنان دل مخاطبان را برد که موفق شد در سال ۱۹۹۹ نفر اول این مسابقات شود. با توجه به سن کمی که داشت چند سال بعد را به تمرین و تعیلم موسیقی پرداخت و در سال ۲۰۰۵ اولین آلبوم خود «به من سفارش می‌کنی» را منتشر کرد که آهنگ زیبای عشق بزرگ در این آلبوم مورد توجه قرار گرفت و نام یارا را بر سر زبان‌ها انداخت. در حال حاضر ۳۵ آهنگ از او در چهار آلبوم منتشر شده است. علاوه بر این ۱۷ آهنگ مشترک با خوانندگان دیگر منتشر کرده است.

## فوتبال
یارا از هواداران باشگاه بارسلونا است همچنین او از طرفداران لیونل مسی ستاره مشهور آرژانتینی می باشد.
```
یارا در سفر خود به 
اسپانیا
 در اکتبر ۲۰۱۶ در مسابقه منچستر و بارسلونا حضور یافت.  اندکی بعد ، فرصت دیدار یارا با لیونل مسی و سایر بازیکنان فراهم شد
```